# Tékumel
Tékumel es un universo de ficción que el profesor M. A. R. Barker empezó a crear aproximadamente a mediados de los años 40. Con el tiempo Barker también creó el juego de rol titulado Empire of the Petal Throne (El Imperio del Trono Pétalo, en inglés), que está ambientado en Tékumel y que la editorial TSR, Inc. publicó en formato de caja en 1975. Tékumel fue diseñado para ofrecer una alternativa más «realista» respecto a aquellos juegos de rol inspirados en (o similares a) la Tierra Media y que empleaban las reglas de la primera edición de Dungeons & Dragons y el juego de estrategia Chainmail.

## Sistema de juego
En vez de crear un mundo para el juego, lo cierto es que el profesor Barker diseñó «sistemas de juego para el mundo», permitiendo así alcanzar niveles importantes de detalle y profundidad en la descripción de sus ambientaciones.

## Universo de juego
Tékumel es el mundo del juego, basado en las culturas de India, Oriente Medio, Egipto y Mesoamérica, en vez de abundar una vez más en las sobreexplotadas mitologías europeas, logrando de este modo una ambientación muy exótica y distinta de los universos de ficción a los que el aficionado medio está acostumbrado. Enormes imperios con niveles tecnológicos medievales rivalizan entre sí empleando magia, poderosos ejércitos y antiguos dispositivos tecnológicos.
Éste microcosmos ha producido, con el paso del tiempo, tres juegos de rol comercializados:Empire of the Petal Throne, Swords & Glory, Gardásiyal: adventures in Tékumel, ninguno de los cuales ha sido traducido al español. Tampoco son fáciles de encontrar en los países de dicha habla. A los libros ya citados hay que sumar Tékumel: Empire of the Petal Throne, recientemente publicado por Guardians of Order, así como otros sistemas gratuitos creados por los seguidores del juego, como Tirikélu, Missúmdàlikoi (de tablero), GURPS Tékumel (para el sistema de juego GURPS), EPT RuneQuest (para la edición OGL del juego de rol RuneQuest), Kashtlanmüyal (una variante para Advanced Dungeons & Dragons, una edición posterior de Dungeons & Dragons) y varios otros.